# ПВС (оптический прицел)
ПВС - советский оптический прицел для малокалиберного стрелкового оружия.

## История
Выпуск прицела ПВС был начат после окончания Великой Отечественной войны в 1945 году заводом № 355 в Загорске в качестве штатного прицела для 5,6-мм самозарядной винтовки "Спорт". В 1946 году производство этого прицела перенесли на завод № 297 в городе Йошкар-Ола, но после выпуска 5125 шт. их производство было прекращено. 
В 1956 году Ижевский механический завод начал производство двуствольного комбинированного ружья ИЖ-56 «Белка», комплектовавшегося оптическим прицелом ПВС-1 (представлявшим собой прицел ПВС с изменённой прицельной сеткой).
В начале 1960-х годов прицелы ПВС и ПВС-1 входили в число наиболее распространённых в СССР оптических прицелов для спортивно-охотничьего оружия, помимо ИЖ-56 и спортивных винтовок их устанавливали на охотничьи малокалиберные карабины (ТОЗ-18, ТОЗ-21-1 и др.). 
По результатам эксплуатации карабинов с оптическими прицелами в специализированных промысловых охотхозяйствах было установлено, что при наличии оружия с оптическим прицелом у опытных охотников на пушного зверя увеличивается точность стрельбы и количество шкурок 1-го сорта. По результатам проведённых в 1965 году испытаний (в ходе которых было добыто 175 белок) было отмечено, что прицелы ПВС и ПВС-1 подходят для отстрела пушного зверя лучше, чем оптические прицелы других систем и они были рекомендованы для охотников-промысловиков. На кафедре охотоведения Иркутского сельскохозяйственного института была проведена модернизация прицела для соответствия пожеланиям охотников (для него был сконструирован универсальный быстросъёмный кронштейн).

## Описание
Прицел ПВС собран в стальном корпусе, имеет 2,5-кратное увеличение, снабжён светофильтром. Диаметр зрачка выхода от передней линзы - 86 мм, поле зрения - 6 градусов, вес без кронштейна - 150 грамм. Размеры 154 х 35 х 35 мм, размеры посадочной поверхности - 17,5 х 49 мм. Для выверки прицела используется регулировочный винт.
Прицел не имеет выступающих деталей, что обеспечивает удобство длительного ношения оружия.

## Варианты и модификации
- ПВС - первая модель, выпускалась в 1945-1946 гг. Прицел ПВС снабжен четырьмя прицельными точками на вертикальной нити перекрестия, после пристрелки оружия он обеспечивает готовность стрельбе на четыре различных дистанции[2].
- ПВС-1 - вторая модель (с изменённой прицельной сеткой)[1]